# Halo 2 Original Soundtrack
Halo 2 Original Soundtrack är soundtracket till datorspelet Halo 2 från 2004, utvecklat av Bungie. Soundtracket släpptes som två separata volymer, utgivna med nästan två års mellanrum. Volume 1, som släpptes vid samma tidpunkt som Halo 2 den 9 november 2004, innehåller instrumentala stycken skrivna av Martin O'Donnell och Michael Salvatori, samt spår med banden Incubus, Hoobastank och Breaking Benjamin. Volume 2 utgavs den 25 april 2006 och innehåller all spelmusik arrangerad i svit-form.  
O'Donnell, som tidigare hade komponerat musiken till andra Bungie-spel som Myth och Halo: Combat Evolved, strävade efter att utveckla "Halo-soundet" hos det tidigare spelet och introducera nya ljud och influenser i musiken. Kompositionerna baserades på vad som skedde i spelet, snarare än en användning av ledmotiv och teman. Musiken spelades in i delar tillsammans med en orkester på femtio personer i Studio X i Seattle. För att uppmärksamma dess utgivning planerade både Microsoft och skivbolaget Sumthing Else Music Works en omfattande marknadsföringskampanj.     
Vid lanseringen mottogs musiken till Halo 2 väl. Recensenter var splittrade i förhållande till Volume 1 där några publikationer uppskattade bonusinnehållet, samtidigt som andra tyckte att den första volymen saknade sammanhang. Volume 2 beskrevs som det "riktiga" soundtracket till Halo 2. Båda soundtracken nådde kommersiell framgång vid utgivningen med mer än 100 000 sålda exemplar. Framgången förklarades med tecknen på datorspelsmusikens ökande legitimitet i underhållningsindustrin. Halos musik har framförts i konsertsammanhang, däribland i "Play! A Video Game Symphony" och "Video Games Live".

## Bakgrund
Under sommaren 2004 beslöt kompositören Martin O'Donnell och albumproducenten Nile Rodgers att det skulle vara en bra idé att presentera musiken från Halo 2 i två stycken volymer. Den första skulle innehålla spelets teman som var färdigställda och mixade, samt låtar av andra artister som "inspirerats av" spelen. Den första volymen släpptes med spelet som Volume 1 den 9 november samma år. Då soundtracket var klart innan all den musik som fanns i spelet hade slutförts, förekommer inget av de spår skrivna av O'Donnell i Halo 2 på den volymen. Banden som medverkar på Volume 1, däribland Breaking Benjamin och Incubus, var entusiastiska över att lägga till musik till soundtracket. Incubus gjorde en svit som förekommer på olika platser på soundtracket i form av fyra stycken satser. Mike Einziger, gitarristen i Incubus, sade att "Halo är det enda datorspel som någonsin inspirerat oss till att skriva en hel svit [av musik]."
Det första musikstycket O'Donnell skrev till Halo 2 var till spelets trailer den 2 augusti 2002, följt av interaktiv musik till spelets demo på mässan Electronic Entertainment Expo 2003. O'Donnell bekräftade att de sjungande munkarna i körtemat i föregångaren Halo: Combat Evolved, tillsammans med extra gitarrslingor av Steve Vai, skulle återkomma i Halo 2. O'Donnell nämnde att den nya spelmiljön i Afrika fick honom att söka "Afro-Kubanska" influenser, men merparten av den typen av musik kom inte med i slutprodukten. Istället för att skriva musik för platser eller använda ledmotiv för alla olika figurer i vad som O'Donnell kallade ett "Peter och vargen-förhållande till musik", skrev O'Donnell "sorglig musik för sorgliga tillfällen, otäck musik för att tonsätta de otäcka delarna och så vidare." Återkommande teman utvecklades mer av tillfällighet än planering. Inspelningen av orkestrerad musik gjordes i flera omgångar med Northwest Sifonia i Studio X i Seattle.
Nile Rodgers producerade båda volymerna av soundtracket och skrev och framförde spåret "Never Surrender" i samarbete med låtskrivaren Nataraj. Rodgers sade i en intervju att "30% till 40% av [inspelnings] budgeten gick till att spela datorspel. Eftersom alla de pengarna gick till den delen av inspelningssessionen, beslöt jag mig för att lista ut vad som var så fänglsande med det, och jag fastnade [för spelet]."
På grund av juridiska skäl släpptes inte Volume 2, det andra Halo 2-soundtracket som innehåller all den färdigställda musiken, förrän mer än ett år senare efter att soundtracket hade mixats och mastrats. Musiken på Volume 2 är iordningställd i en 'svit'-struktur som samstämmer med kapitlen i spelet, eller för att skapa en "musikalisk representation" av datorspelet. O'Donnell uttryckte att den presentationen av musiken som ett konceptalbum var naturlig eftersom den övergripande historien och atmosfären i Halo 2 direkt påverkade soundet redan i början.

## Lansering
Den första volymen av Halo 2 Original Soundtrack sammanföll med utgivningen av datorspelet för att bli en del av "Halo"-effekten", spelare kunde köpa spelet och få soundtracket och annan tillhörande merchandise. De första sålda exemplaren av spelet innehöll sammankopplingar till soundtracket. Musiken betraktades som en integrerad del av marknadsföringen och merchandiset som Microsoft planerade för Halo 2. Utgivaren av soundtracket, Sumthing Distribution, planerade också och genomförde en omfattande marknadsföringskampanj, däribland speciella stationer för lyssning av musiken hos återförsäljare. "Halo Theme MJOLNIR Mix", det första spåret på Volume 1, släpptes den 22 november 2007 som ett gratis spår till Guitar Hero III: Legends of Rock till Xbox 360.

## Mottagande
Vid lanseringen fick musiken till Halo 2 generellt positiva reaktioner. Mottagandet av de två soundtracken var däremot blandad. Volume 1s innehåll med andra artister utöver originalmusiken fick både beröm och kritik. Recensionen av Mike Brennan från Soundtrack.net pekade på att införlivandet av Hoobastank, Breaking Benjamin och Incubus gjorde att soundtracket lät "hårdare", vilket passade spelet, men överlag saknades sammanhang.  Samtidigt tyckte kanalen G4 TV att det fyrdelade stycket "Odyssey" av Incubus innefattade "ett progressiv rock/fusion jam vars like inte har blivit inspelat sedan 1970-talet."
Webbplatsen Nuketown.com ansåg att Volume 2 var soundtracket som fans hade väntat på. Andra publikationer höll med och sade att det "känns som det riktiga soundtracket till Halo 2. IGN fann soundtracket till syvende och sist njutbart men tyckte att den mer traditionella orkestreringen som förekom i Halo 2 krockade med de omgivande och elektroniska sounden som hade funnits med tidigare, vilket gjorde albumet "uppdelat".
Soundtracken till Halo 2 sålde överlag bra. Volume 1 sålde i mer än 100 000 exemplar, och låg som högst på plats 162 på listan Billboard 200. Det blev det första soundtracket till ett datorspel som tog sig in på listan. Detta kan sättas i jämförelse med filmsoundtrack som allmänt inte överstiger 10 000 exemplar. Halo 2 Original Soundtracks framgång tillskrevs tecknen på en ökande legitimitet av datorspelsmusik i underhållningsindustrin, som hade gått från "enkla beeps" till komplexa melodier med hög budget.

## Låtlista

### Volume 1
| 1.           | Halo Theme MJOLNIR Mix (feat. Steve Vai) | O'Donnell/Salvatori | 4:11  |
| 2.           | Blow Me Away                             | Breaking Benjamin   | 3:25  |
| 3.           | Peril                                    | O'Donnell/Salvatori | 2:46  |
| 4.           | Ghosts of Reach                          | O'Donnell/Salvatori | 2:22  |
| 5.           | Follow (1st Movement of The Odyssey)     | Incubus             | 4:15  |
| 6.           | Heretic, Hero                            | O'Donnell/Salvatori | 2:34  |
| 7.           | Flawed Legacy                            | O'Donnell/Salvatori | 1:58  |
| 8.           | Impend                                   | O'Donnell/Salvatori | 2:21  |
| 9.           | Never Surrender (feat. Steve Vai)        | Nile Rodgers        | 3:35  |
| 10.          | Ancient Machine                          | O'Donnell/Salvatori | 1:38  |
| 11.          | 2nd Movement of The Odyssey              | Incubus             | 7:40  |
| 12.          | In Amber Clad                            | O'Donnell/Salvatori | 1:39  |
| 13.          | The Last Spartan                         | O'Donnell/Salvatori | 2:18  |
| 14.          | Orbit of Glass                           | O'Donnell/Salvatori | 1:18  |
| 15.          | 3rd Movement of The Odyssey              | Incubus             | 6:40  |
| 16.          | Heavy Price Paid                         | O'Donnell/Salvatori | 2:31  |
| 17.          | Earth City                               | O'Donnell/Salvatori | 3:06  |
| 18.          | High Charity                             | O'Donnell/Salvatori | 1:59  |
| 19.          | 4th Movement of The Odyssey              | Incubus             | 9:07  |
| 20.          | Remembrance                              | O'Donnell/Salvatori | 1:17  |
| 21.          | Connected                                | Hoobastank          | 2:39  |
| Total längd: | Total längd:                             | Total längd:        | 69:20 |

### Volume 2
Alla låtar är komponerade av Martin O'Donnell och Michael Salvatori.
| 1.           | Prologue                    | 2:35  |
| 2.           | Cairo Suite                 | 9:42  |
| 3.           | Mombasa Suite               | 6:41  |
| 4.           | Unyielding                  | 3:04  |
| 5.           | Mausoleum Suite             | 8:10  |
| 6.           | Unforgotten                 | 2:09  |
| 7.           | Delta Halo Suite            | 11:29 |
| 8.           | Sacred Icon Suite           | 7:26  |
| 9.           | Reclaimer (feat. Steve Vai) | 3:03  |
| 10.          | High Charity Suite          | 8:29  |
| 11.          | Finale                      | 3:10  |
| 12.          | Epilogue                    | 3:49  |
| Total längd: | Total längd:                | 68:48 |

## Medverkande
All information är hämtad från CD:n.
- Martin O'Donnell (American Society of Composers, Authors, and Publishers, ASCAP) – kompositör
- Michael Salvatori (ASCAP) – kompositör
- Simon James – konsertmästare
- Christian Knapp – dirigent, Northwest Sinfonia
- Marcie O'Donnell – kördirigent
- Nile Rodgers – producent
- Nile Rodgers, Michael Ostin - handledare
- Lorraine McLees - omslagsillustratör